# 槙山栄次
- 槙山栄次
- 槇山栄次
- 槇山榮次

槙山 栄次（まきやま えいじ、1867年5月17日（慶応3年4月14日） - 1933年（昭和8年）6月12日）は、明治時代から昭和初期にかけての日本の教育者、文部官僚。

## 経歴
出羽国米沢（現在の山形県米沢市）出身。山形県師範学校を経て、1891年（明治24年）に東京高等師範学校文学科を卒業。秋田尋常師範学校教諭、東京高等師範学校助教諭・書記、文部属、宮崎県尋常中学校教諭、山形尋常師範学校校長、北海道師範学校校長、東京女子高等師範学校教授を歴任。1905年（明治38年）、ドイツ・アメリカ合衆国に留学。帰国後、文部省視学官、東京女子高等師範学校教授、文部省督学官を務めた。1919年（大正8年）、奈良女子高等師範学校校長に就任した。

## 著作

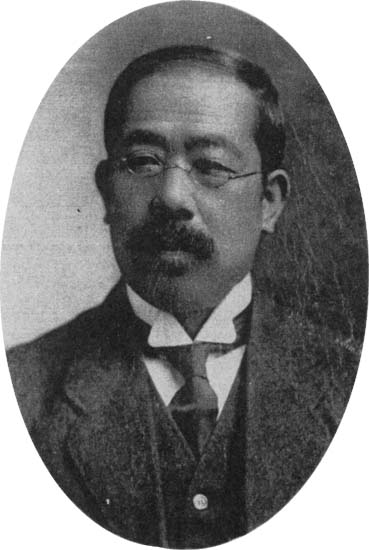
槙山栄次

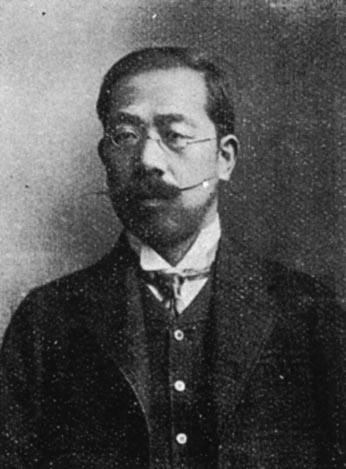
槙山栄次

- 「余が在学したる当時の高等師範学校」（『教育』第344号、茗渓会、1911年10月）
- 「初等教育の実際 : 森氏時代よりヘルバルト全盛頃迄」（国民教育奨励会編纂 『教育五十年史』 民友社、1922年10月 ／ 国書刊行会〈明治教育古典叢書〉、1981年4月 ／ 日本図書センター、1982年1月）
- 「ピューピル・チーチャー : 学校時代の思出（その十二）」（『帝国教育』第611号、帝国教育会、1932年10月）
- 『百年前の留学記』 新風舎、2005年8月、ISBN 4797470658

著書
- 『新説 教育学』 金港堂書籍、1897年2月
- 『新説 教授学』 金港堂書籍、1897年7月
  - 仲新ほか編 『近代日本教科書教授法資料集成 第4巻 教授法書4』 東京書籍、1982年9月
- 『実践教育学』 金港堂書籍、1899年3月
- 『各科教授法』 冨山房ほか、1898年12月
  - 『各科教授法 続編』 冨山房ほか、1900年2月
  - 井上敏夫ほか編 『近代国語教育論大系 2 明治期2』 光村図書出版、1975年11月 - 正編を抄録。
- 『新説 学校管理法』 小山忠雄合著、同文館、1899年3月
- 『小学校教育法』 東海林書店、1900年6月
- 『小学校ノ初学年』 同文館、1901年
- 『現今教育之理想』 育成会、1902年11月
- 『小学校に於ける教授の理論及実際』 同文館、1903年1月
  - 前掲 『近代日本教科書教授法資料集成 第4巻 教授法書4』
- 『新教育学教科書』 文学社、1903年3月
- 『修身教授法』 金港堂書籍、1904年3月
- 『教授の段階に関する研究』 目黒書店、1905年11月
- 『教育教授の新潮』 弘道館、1908年11月
- 『我小学校の教育問題に対する独米教育家の意見』 目黒書店、1909年2月
- 『教授法の新研究』 目黒書店、1910年10月
- 『小学校に於ける 実際問題の理論的研究』 目黒書店、1912年10月
- 『新教授法の原理及実際』 目黒書店、1917年6月
- 『教育と統計』 目黒書店、1918年5月
- 『補習教育の要義』 目黒書店、1919年3月
- 『教育の諸説と其実際的価値』 目黒書店、1920年12月
- 『新教育論』 目黒書店、1925年2月
- 『教授新論』 東洋図書、1926年10月
- 『最近教育諸論』 目黒書店、1929年11月
- 『中等学校 教授法及訓練法』 東洋図書、1930年9月
- 『教授法思想の変遷』 目黒書店、1932年3月
- 『現代女教』 至誠堂、1932年7月

## 関連文献
- 大日本学術協会編修 『日本現代教育学大系 第十一巻 槙山栄次氏教育学 松濤泰巌氏教育学 佐藤熊次郎氏教育学 土田杏村氏教育学』 モナス、1928年2月 ／ 日本図書センター、1989年11月、ISBN 4820584758
- 菊山静編輯 『槙山栄次先生記念』 佐保会、1933年11月
- 槇山次郎 「父、槇山栄次の想い出」（『近代国語教育論大系 第2巻付録』 光村図書出版、1975年11月）
- 唐沢富太郎 「槇山栄次 : 教育学者として師範教育に尽くす」（唐沢富太郎編著 『図説 教育人物事典 : 日本教育史のなかの教育者群像 上巻』 ぎょうせい、1984年4月）
- 山田昇 「槇山榮次の教育学のこと : 教育の理論と実践の関係についての視点」（『学習研究』第290号、学習研究会、1984年8月、NAID 110008699666）
- 「シュミーダー作文教材組織論の移入」（前田眞證著 『ドイツ作文教育受容史の研究 : シュミーダー説の摂取と活用 上巻』 溪水社、2011年12月、ISBN 9784863271500）